# Max Kahlow
Max Kahlow (ur. 11 maja 1894, zm. ?) – niemiecki as myśliwski z czasów I wojny światowej z 6 potwierdzonymi zwycięstwami powietrznymi.

## Życiorys
Max Kahlow służbę rozpoczął w 1913 roku. Od marca 1916 roku latał na froncie wschodnim. W 1917 roku walczył w Rumunii. Służył w jednostce obserwacyjnej Fliegerabteilung 42, gdzie odniósł pierwsze zwycięstwo powietrzne 31 maja 1917 roku. W czerwcu przeszedł szkolenie w szkole pilotów myśliwskich, a od 18 czerwca 1917 roku został skierowany do bawarskiej eskadry myśliwskiej Jasta 34. W jednostce odniósł 5 potwierdzonych zwycięstw powietrznych.
Po zakończeniu wojny, w grudniu 1918 roku, odszedł do cywila. Od 1920 roku pracował jako pilot cywilny w Deutsche Luft-Reederei. Po wchłonięciu firmy poprzez nowo powstałą Lufthansę Kahlow latał w nowej firmie jako kapitan.
31 grudnia 1922 roku Max Kahlow pilotował samolot Dornier Komet II w pierwszym cywilnym locie niemieckiego samolotu do Wielkiej Brytanii po zakończeniu wojny.

## Odznaczenia
- Krzyż Żelazny I Klasy
- Krzyż Żelazny II Klasy